# GarageBand
GarageBand é um DAW gratuito para Mac OS X e para iOS, desenvolvido pela Apple Inc, que permite usuários criar música ou podcasts. É conhecido por ter sido usado por diversos artistas para a criação de demos, como Marina and the Diamonds e até mesmo de álbuns completos, como a maioria dos álbuns de Grimes.

## História
GarageBand foi criado inicialmente para Mac, incluído no pacote iLife 11 ou adquirido separadamente na Mac App Store Nele, há uma disponibilidade de centenas de instrumentos musicais, onde é possível usar tanto virtuais como, com um adaptador, conectar instrumentos musicais físicos. Porém, logo foi adaptado para os smartphones da Apple.
Na primeira versão, foi um software exclusivo para iPad. Inicialmente, o software era pago, porém foi disponibilizado gratuitamente a partir da versão 1.1. Assim como na versão para Mac OS X, possui instrumentos virtuais e físicos, usando adaptadores alternativos como o iRig.